# Błażijiwka
Błażijiwka (ukr. Блажіївка) – wieś na Ukrainie, w obwodzie winnickim, w rejonie chmielnickim, w hromadzie Samhorodok. W 2001 liczyła 461 mieszkańców, spośród których 453 wskazało jako ojczysty język ukraiński, 7 rosyjski, a 1 mołdawski.